# Astrotricha parvifolia
Astrotricha parvifolia là một loài thực vật có hoa trong Họ Cuồng. Loài này được N.A.Wakef. mô tả khoa học đầu tiên năm 1957.